# Tribunale internazionale sui crimini contro le donne
Il Tribunale internazionale sui crimini contro le donne (in francese Tribunal international des crimes contre les femmes) è stato un tribunale d'opinione che si è tenuto dal 4 all'8 marzo 1976 a Bruxelles, presso il Palais des Congrès. Questo evento fu particolarmente significativo, perché per la prima volta, donne da tutte il mondo si riunivano a titolo personale, per discutere della situazione femminile. Inoltre la scrittrice Diana E. H. Russell definì per la prima volta il termine femminicidio.

## Storia
La prefazione del documento redatto dalla scrittrice Diana E. H. Russell e dalla giornalista belga Nicole Van de Ven, alla fine della riunione a Bruxelles, precisa che l'idea di organizzare questo incontro germinò durante un incontro femminista sull'isola di Femø, in Danimarca, nell'agosto 1974 a seguito della decisione delle Nazioni Unite di battezzare il 1975, anno internazionale della donna. Se ne riparlò poi a novembre dello stesso anno a Francoforte durante una conferenza dove parteciparono circa 600 donne. Nella primavera 1975 un comitato di otto donne s'impegnava a organizzare il tribunale internazionale sui crimini contro le donne. Malgrado il suo nome, non si trattò di un vero tribunale, ma piuttosto di una tribuna dove oltre 2000 donne provenienti, da circa 40 Paesi, potevano esprimersi a livello personale denunciando la violenza di cui erano vittime le donne. Si trattò dunque, di un evento molto diverso dalla prima conferenza mondiale sulla condizione della donna che si tenne a Città del Messico nel 1975.
L'impatto fu notevole grazie anche alla lettera di Simone de Beauvoir che fu letta all'inizio dell'evento. Non potendo partecipare in prima persona, la filosofa francese inviò un discorso in cui definì l'incontro come: "l'inizio della decolonizzazione radicale delle donne." La lettera fu poi ripresa dalla stampa francese e la filosofa stessa scrisse un articolo per il Le Nouvel Observateur. Ci furono anche ripercussioni positive in Germania dove fu creato un centro per le donne vittime di violenza e in Norvegia, dove crearono un rifugio e un centro contro lo stupro a Oslo.
Nel marzo 2023 a Schaerbeek la storica francese Milène Le Goff organizza un'esposizione sul tribunale internazionale sui crimini contro le donne, in cui invita tre testimoni del 1976: Anne Tonglet, vittima del famoso stupro del 1974 conosciuto in Francia come Processo per stupro di Aix-en-Provence, Toby Gemperle Gilbert, una franco americana che con la pittrice Vicky Colombet, aprì in Francia la prima linea dedicata alle donne che erano vittime di violenza e la giornalista belga Nicole Van de Ven che fu una delle fondatrici del tribunale.

## Obiettivi
Gli obiettivi del tribunale furono definiti durante la riunione di Parigi: "È importante dimostrare che l’oppressione delle donne è la stessa ovunque, e che varia solo in intensità, e che in ogni caso non è isolato ma rappresentativo di ciò che sta accadendo nel Paese in questione. Gli obiettivi sono di raggiungere le donne ovunque nel mondo, di rafforzare la solidarietà tra donne e di scoprire dei modi per combattere i crimini contro le donne."

## Programma
Il lavoro si svolse per temi e fu animato grazie a dei gruppi di parola. Gli argomenti affrontati furono i seguenti:
- 4 marzo: crimini medici e psichiatrici, maternità forzata, sterilizzazione forzata.
- 5 marzo: lavoro casalingo non remunerato, bassi salari, cattive condizioni di lavoro, disoccupazione femminile, i problemi delle donne appartenenti a minoranze.
- 6 e 7 marzo: violenza contro le donne, stupro, violenza psicologica, violenza domestica, tratta delle donne, donne vittime di violenza in prigione.
- 8 marzo: dichiarazione dei diritti delle donne.[7]